# Jarmolicze
Jarmolicze (biał. Ярмолічы, ros. Ярмоличи, Jarmoliczi) – wieś na Białorusi, w obwodzie grodzieńskim, w rejonie brzostowickim, w sielsowiecie Ejsymonty Wielkie. Położona jest na prawym brzegu rzeki Świsłoczy, na wschód od drogi republikańskiej R99 Grodno–Pograniczny, 32 km na południe od Grodna i 14 km od granicy polsko-białoruskiej.

## Historia
Wieś szlachecka położona była w końcu XVIII wieku  w powiecie grodzieńskim województwa trockiego. 
W czasach zaborów wieś w granicach Imperium Rosyjskiego, w guberni grodzieńskiej, w powiecie grodzieńskim, w gminie Indura. W roku 1902 miała powierzchnię 334 dziesięcin (ok. 364,9 ha). Od 1919 roku w granicach II Rzeczypospolitej. 7 czerwca 1919 roku, wraz z całym powiatem grodzieńskim, weszła w skład okręgu wileńskiego Zarządu Cywilnego Ziem Wschodnich – tymczasowej polskiej struktury administracyjnej. Latem 1920 roku zajęta przez bolszewików, następnie odzyskana przez Polskę. 20 grudnia 1920 roku włączona wraz z powiatem do okręgu nowogródzkiego. Od 19 lutego 1921 roku w województwie białostockim w powiecie grodzieńskim, w gminie Indura. W 1921 roku było w niej 59 domów mieszkalnych i jedno zamieszkane zabudowanie innego typu.
W wyniku napaści ZSRR na Polskę we wrześniu 1939 roku miejscowość znalazła się pod okupacją radziecką. 2 listopada została włączona do Białoruskiej SRR. 4 grudnia 1939 roku włączona do nowo utworzonego obwodu białostockiego. Od czerwca 1941 roku pod okupacją niemiecką. 22 lipca 1941 roku włączona w skład okręgu białostockiego III Rzeszy. W 1944 roku ponownie zajęta przez wojska radzieckie i włączona do obwodu grodzieńskiego Białoruskiej SRR. Od 1991 roku w składzie niepodległej Białorusi.
Na polach otaczających wieś w XIX wieku znajdowano starożytne kamienne siekierki.

## Demografia
Według spisu powszechnego z 1921 roku wieś zamieszkana była przez 266 osób, w tym 233 Białorusinów, 25 Polaków, 6 Żydów i dwie osoby innych narodowości. Prawosławie wyznawało 235 mieszkańców, katolicyzm – 25, judaizm – 6.